# هولدن اچ‌ایکس

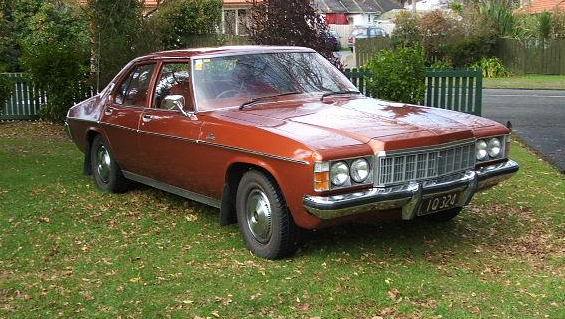

هولدن اچ‌ایکس (Holden HX) خودرویی است که در سال‌های ۱۹۷۶ تا ۱۹۷۷در استرالیا تولید شده‌ است . سیستم جعبه‌دندهٔ آن ۳ دنده به دو صورت خودکار و دستی است.

## نگارخانه

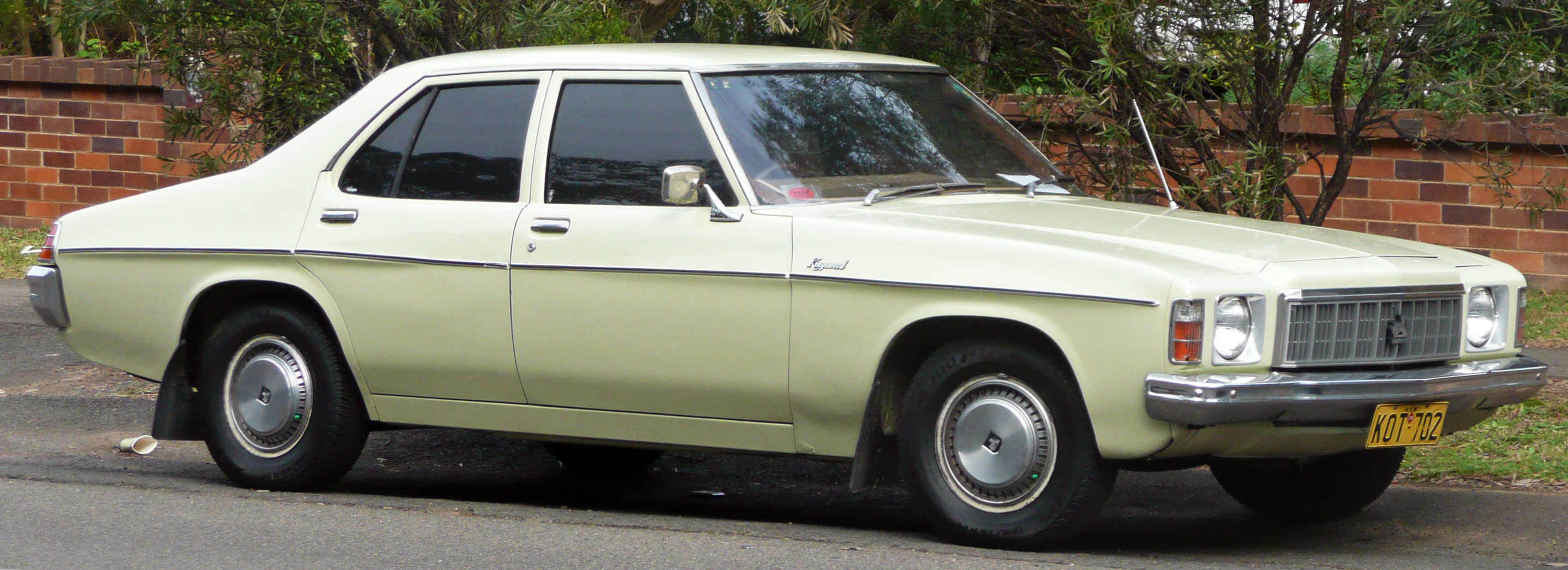
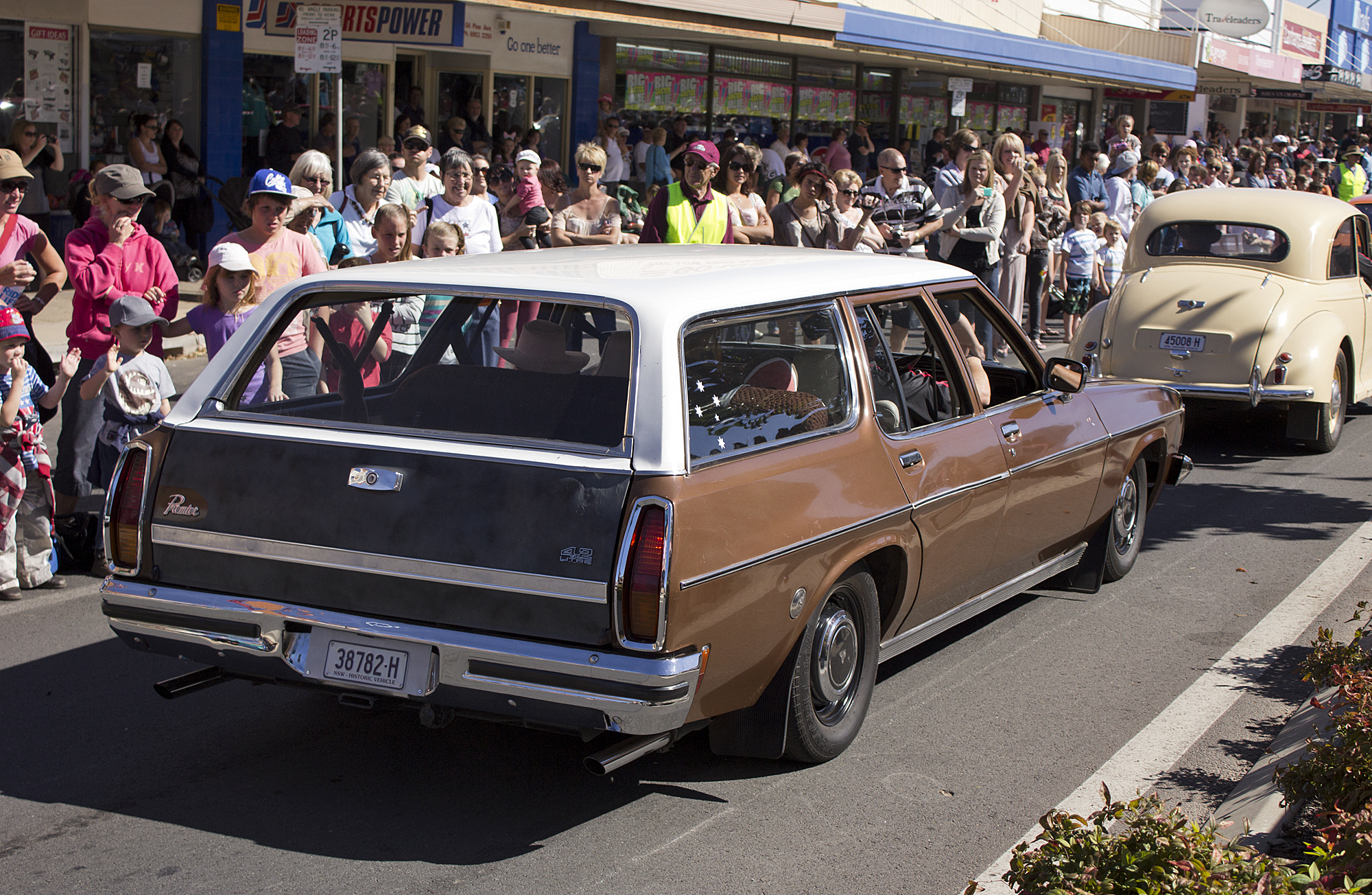
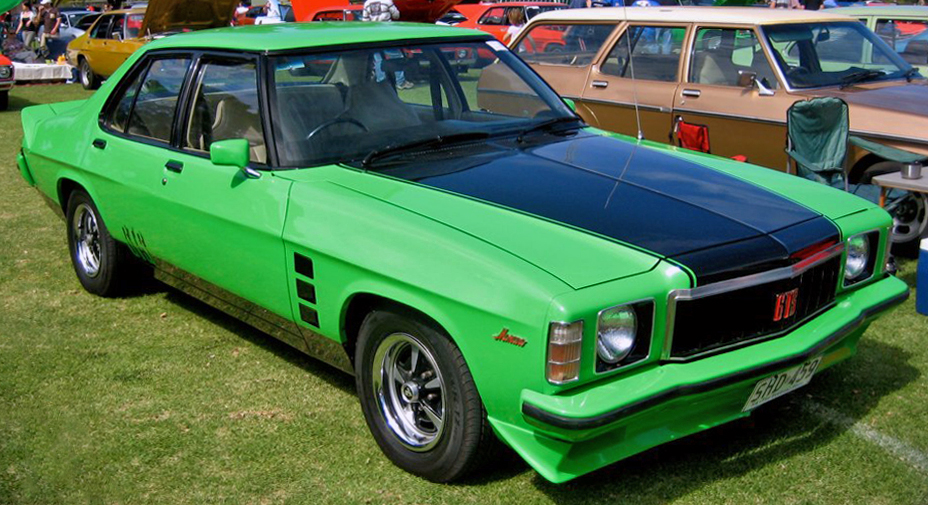
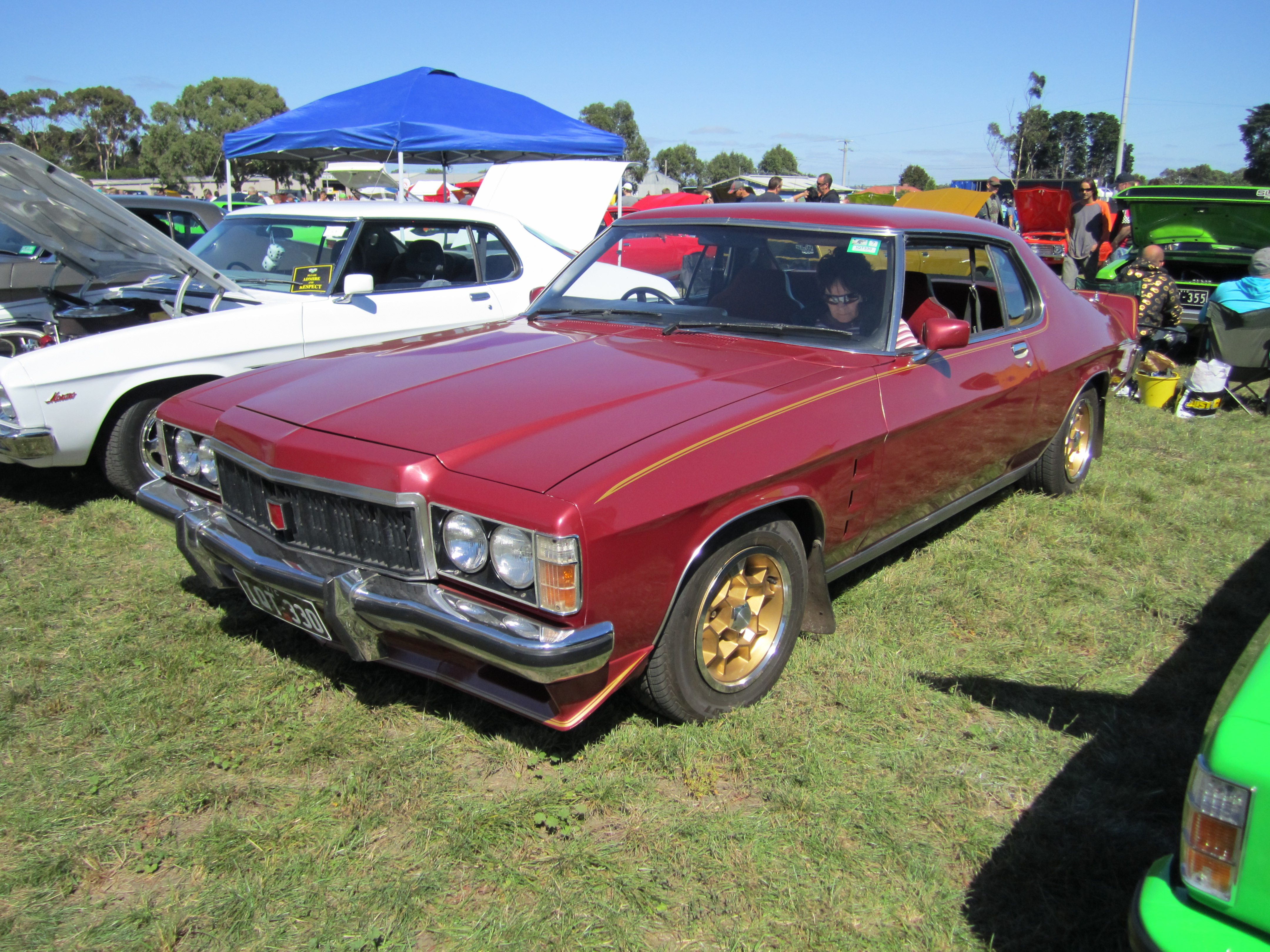
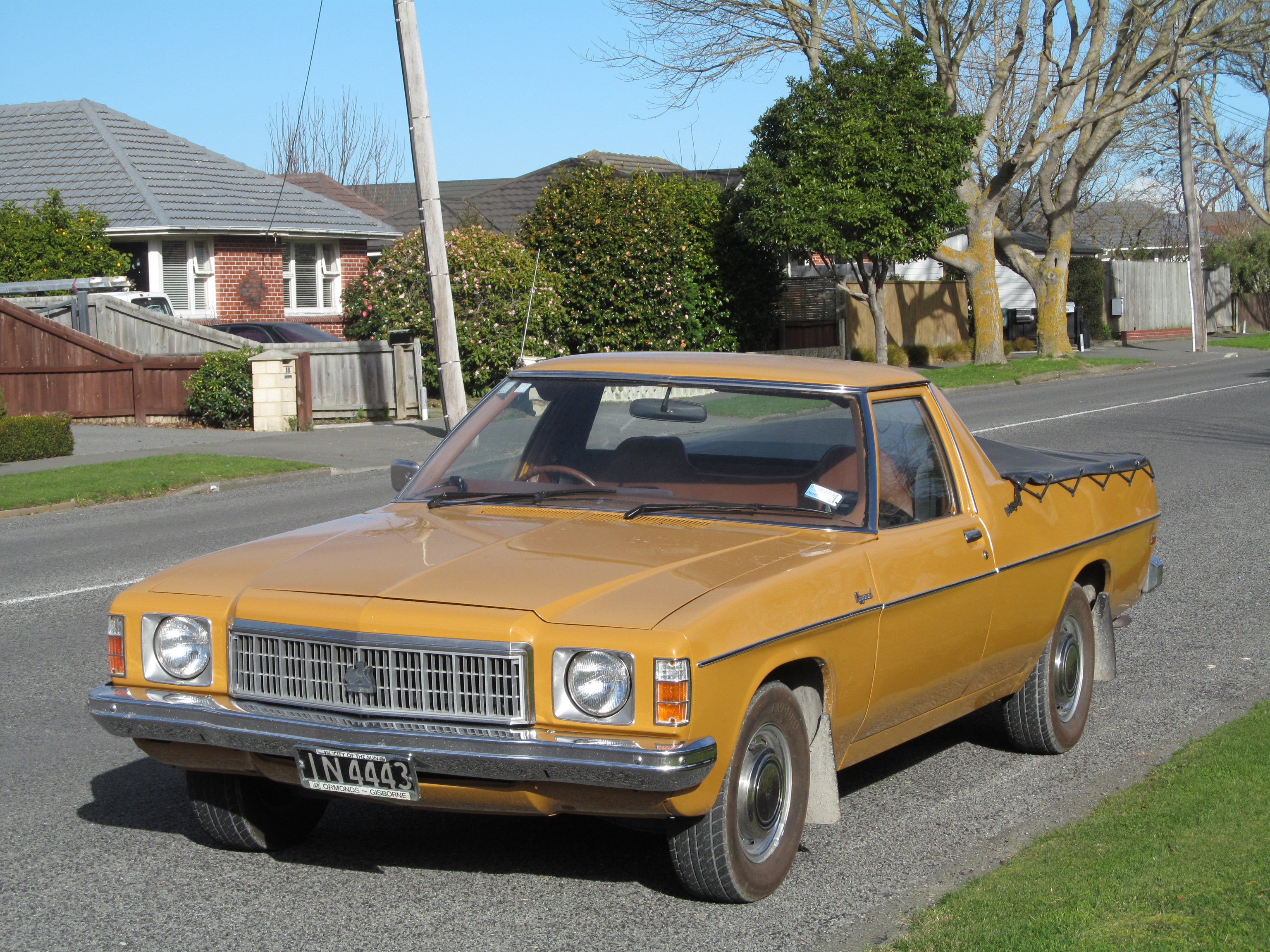
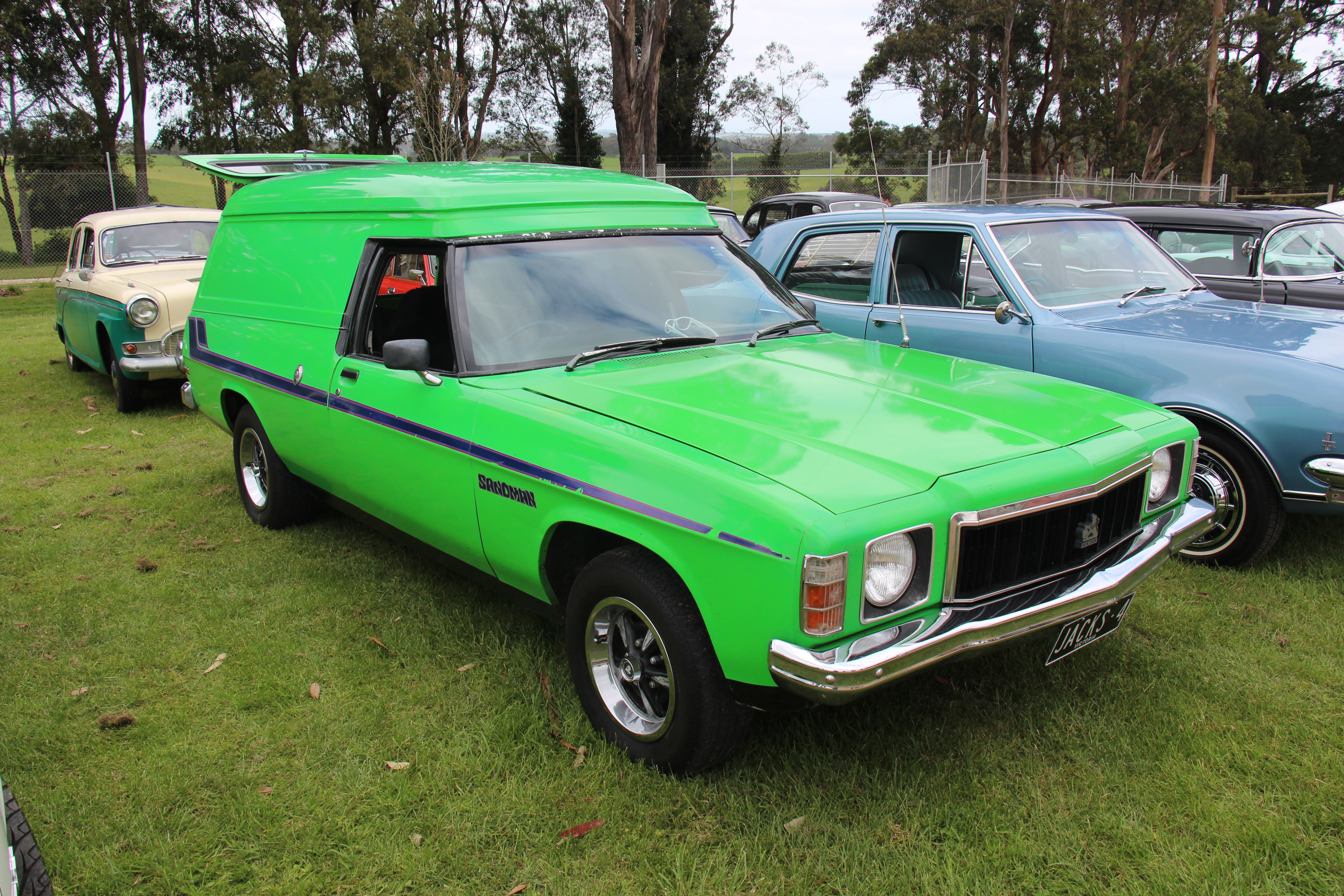